# KOI-55 b
KOI-55 b (также известна под обозначениями Kepler-70 b и KOI-55.01) — одна из двух неподтверждённых экзопланет, вращающаяся вокруг субкарлика спектрального класса B KOI-55. Экзопланета расположена примерно в 4200 световых лет (1270 парсек) от Земли. Второй планетой в системе является KOI-55 c, и обе планеты (если они существуют) вращаются очень близко вокруг звезды.
Однако, последующие исследования предполагают, что эти две экзопланеты не существуют, и что «пульсационные режимы, видимые за пределами частоты среза звезды» было более вероятным объяснением сигналов. Это так или иначе не доказано с уверенностью.

## Характеристики

### Масса, радиус и температура
KOI-55 b — это хтоническая планета, экзопланета с массой 0,44 масс Земли и с радиусом 0,76 радиусов Земли. Планета имеет температуру поверхности 7662 К (7389 °С; 13332 °F), это делает KOI-55 b самой горячей известной экзопланетой.

### Родительская звезда
KOI-55 b вращается вокруг субкарлика спектрального класса B по имени KOI-55, вокруг которой вращаются в общей сложности три неподтверждённых планеты. Звезда имеет массу 0,496 масс Солнца и радиус 0,203 радиусов Солнца. Звезда имеет температуру 27730 К, приблизительно в 6 раз горячее Солнца, у которого температура поверхности 5778 K. Согласно теории звёздной эволюции, KOI-55 станет белым карликом после израсходования запасов гелия в ядре и сожмётся до размера Земли. Видимая звёздная величина звезды, или насколько она яркая с Земли, составляет 14,87. Поэтому KOI-55 слишком тусклый, чтобы его можно было увидеть невооружённым глазом.

### Орбита
Период обращения KOI-55 b составляет 5,76 часов на расстоянии в 0,006 а. е.